# Anthony Fokker
Anton Herman Gerard Fokker (Blitar, Indonézia, 1890. április 6. – New York, USA, 1939. december 23.) holland repülőgéptervező, a repülés és a repülőgépgyártás egyik úttörője.

## Élete, munkássága
Anthony Fokker Blitar városában született Jáva szigetén 1890. április 6-án, ami akkor Hollandiához tartozott, ma pedig Indonézia része. Apja Herman Fokker holland kávéültetvény-tulajdonos volt.
Négy éves korában a család visszaköltözött Hollandiába, és Haarlemben telepedett le, hogy Fokkernek és nővérének holland neveltetést tudjanak biztosítani. A fiú nem volt szorgalmas tanuló és nem is fejezte be felsőbb iskolai tanulmányait.
Fokker érdeklődését a repülés iránt Wilbur Wright Franciaországban tartott bemutatója keltette fel először 1908 őszén.

### Németországi évek

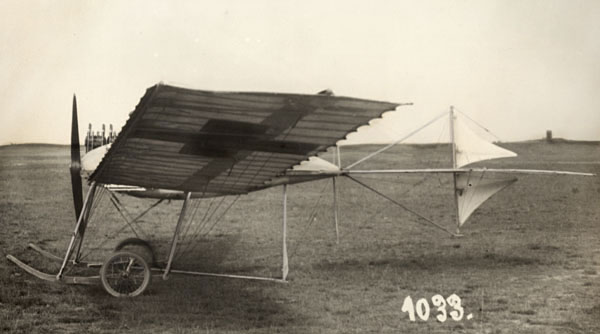
A Fokker Spin

1910-ben, 20 éves korában Anthonyt az apja Németországba küldte, hogy gépészetet tanuljon. Azonban a repülés iránti érdeklődése következtében iskolát váltott. Még ebben az évben megépítette első repülőgépét, a "Fokker Spin" nevű gépet, azaz a "pókot", ami egy balesetben megsemmisült, amikor Fokker üzlettársa nekirepült vele egy fának. Repülési engedélyét a második "Spin" géppel szerezte meg. Hazájában hírességgé vált, amikor körülrepülte a Szent Bávó templom tornyát Haarlemben 1911. augusztus 31-én a "Spin" harmadik verziójával. Tovább növelte hírnevét Vilma királynő születésnapjára tartott bemutatójával.
1912-ben Fokker a Berlin közelében lévő Johannisthalba költözött, ahol megalapította első saját vállalatát Fokker Aeroplanbau néven. Az elkövetkező években több különböző repülőgépet is készített. A repülőgépgyárát később áthelyezte Schwerinbe, és Fokker Flugzeugwerke GmbH néven működtette tovább, amit később Fokker Werke GmbH névre rövidített.

### Első világháború
Az első világháború kitörésekor a német kormányzat átvette az irányítást a gyárban, azonban Fokker maradt az igazgatója a gyárnak és számos repülőgépet tervezett a Luftstreitkräfte számára, beleértve a Fokker Eindecker és a Fokker Dr.I típusokat. Az utóbbi típust Manfred von Richthofen, a vörös báró tette halhatatlanná. Összességében mintegy 700 katonai repülőgépet szállított a Fokker gyár a német légierő számára az első világháború alatt.
Fokker saját maga is kiváló pilóta volt, és repülőgépeit számos alkalommal repülte bemutatókon. 1915. június 13-án Fokker bemutatta az új Fokker Eindecker gépet Stenay mellett az 5. német hadsereg szektorában  Vilmos német koronaherceg és más neves személyiségek előtt. Fokker szorosan együttműködött Otto Parschauval, mint katonai szakértővel, hogy az Eindeckert alkalmasabbá tegye a speciális harctéri feladatokra és ezen így ezen a bemutatón Otto Parschau is repült a géppel.  Max Immelmann, aki később az Eindeckerrel az első világháború legjelentősebb sikereit érte el, úgy kommentálta ezt a bemutatót egy levelében, hogy a Fokker lenyűgözte a képességeivel.

### Szinkronizált géppuska
Gyakran hivatkoznak Fokkerre úgy mint a szinkronizált gépfegyver kifejlesztőjére, ami lehetővé tette, hogy a repülőgépek a forgó légcsavaron keresztül tüzeljenek. Jóllehet Fokker szerepe jelentős volt ennek a megoldásnak a kidolgozásában, ez a találmány számos korábbi fejlesztésen alapult.
1915. április 18-án Roland Garros francia pilóta gépét lelőtték, és német fogságba esett. Repülőgépe olyan deflektorral volt felszerelve, amely a légcsavarhoz volt rögzítve. Garros ugyan fel tudta gyújtani a gépet, mielőtt fogságba esett volna, azonban a gépfegyver és a légcsavar sértetlen maradt és a németek kezére került.
Ennek hatására a Luftstreitkräfte egy szinkronizált gépfegyver kidolgozását kezdeményezte, amibe Fokkert is bevonták. Azonban a történetnek az a része, hogy a tervezés, fejlesztés és összeszerelés mindössze 48 órát vett igénybe nem a tényeken alapul. Bizonyítékok vannak arra, hogy a Fokker vállalat már Garros gépének elfogása előtt hat hónappal elkezdett dolgozni ezen a koncepción.
A fejlesztés végeredménye Fokker Gestangesteuerung nevű vezérlő mechanizmusa volt, ami lehetővé tette, hogy a Fokker gépek gépfegyverei úgy lőjenek előre a légcsavar körén keresztül, hogy csak akkor tüzeljenek, amikor a légcsavar a tűzvonalon kívül van. Ennek a mechanizmusnak az alkalmazása a Fokker Eindecker gépeken vezetett a német légifölény megszerzéséhez a háború kezdeti szakaszában, amit a brit sajtó Fokker Scourge néven emlegetett.

### Visszatérés Hollandiába
A háború végén a versailles-i béke értelmében, Németországnak megtiltották, hogy repülőgépeket és repülőgépmotorokat gyártson. 1919-ben Fokker visszatért Hollandiába, és egy új vállalkozásba kezdett Nederlandse Vliegtuigenfabriek (Holland Repülőgépgyár) néven, ami a későbbi Fokker Aircraft Company elődje lett. A békeszerződésben foglalt szigorú lefegyverzési feltételek ellenére Fokker nem tért haza üres kézzel: sikerült átcsempésznie a német-holland határon egy teljes vonatszerelvény D.VII és C.I harci gépet és a hozzájuk tartozó alkatrészeket. Ez képezte a kezdeti raktárkészletét az új gyárnak, ami lehetővé tette számára, hogy viszonylag gyorsan beindítsa az üzletet. A katonai célú fejlesztés helyett azonban a polgári repülésre koncentrált, és a Fokker F.VII hárommotoros gépével ezen a téren igen jelentős sikereket ért el.
1919. március 25-én Fokker feleségül vette Sophie Marie Elisabeth von Morgent Haarlemben. Ez a házassága négy évig tartott.

### Egyesült Államok
1922-ben az Amerikai Egyesült Államokba költözött és amerikai állampolgárságot kapott. Megalapította vállalata amerikai leányvállalatát Atlantic Aircraft Corporation néven. 1927-ben Fokker feleségül vette Violet Austmant New Yorkban.

### Halála
1939-ben halt meg New Yorkban agyhártyagyulladás következtében három hét betegség után, 49 éves korában.